# Веселець
Весе́лець —  село в Україні, у Сатанівській селищній територіальній громаді Хмельницького району Хмельницької області. Населення становить 470 осіб.
Вздовж села простягається річка Сквила.

## Символіка

### Герб
В лазуровому щиті срібна перекинута понижена кроква, супроводжувана вгорі золотою головою оленя з срібними рогами, у верхньому правому куті золотий півмісяць ріжками догори, над яким золота шестипроменева зірка. Знизу кроква супроводжується двома срібними вигнутими протиоберненими рибами в стовп. Щит вписаний в декоративний картуш, унизу якого напис "ВЕСЕЛЕЦЬ", і увінчаний золотою сільською короною.

### Прапор
На синьому квадратному полотнищі біла V-подібна смуга шириною в 1/6 ширини прапора, що йде від 1/8 до 1/4 висоти прапора. На верхній частині жовта голова оленя з білими рогами, у верхньому древковому куті жовтий горизонтальний півмісяць ріжками догори, над яким жовта шестипроменева зірка. На нижній частині дві білі вигнуті протиобернені вертикальні риби.

### Пояснення символіки
Голова оленя – частина герба Сатанова; півмісяць і зірка – частина герба Сенявських. Риби – символ великої кількості ставків.

## Галерея

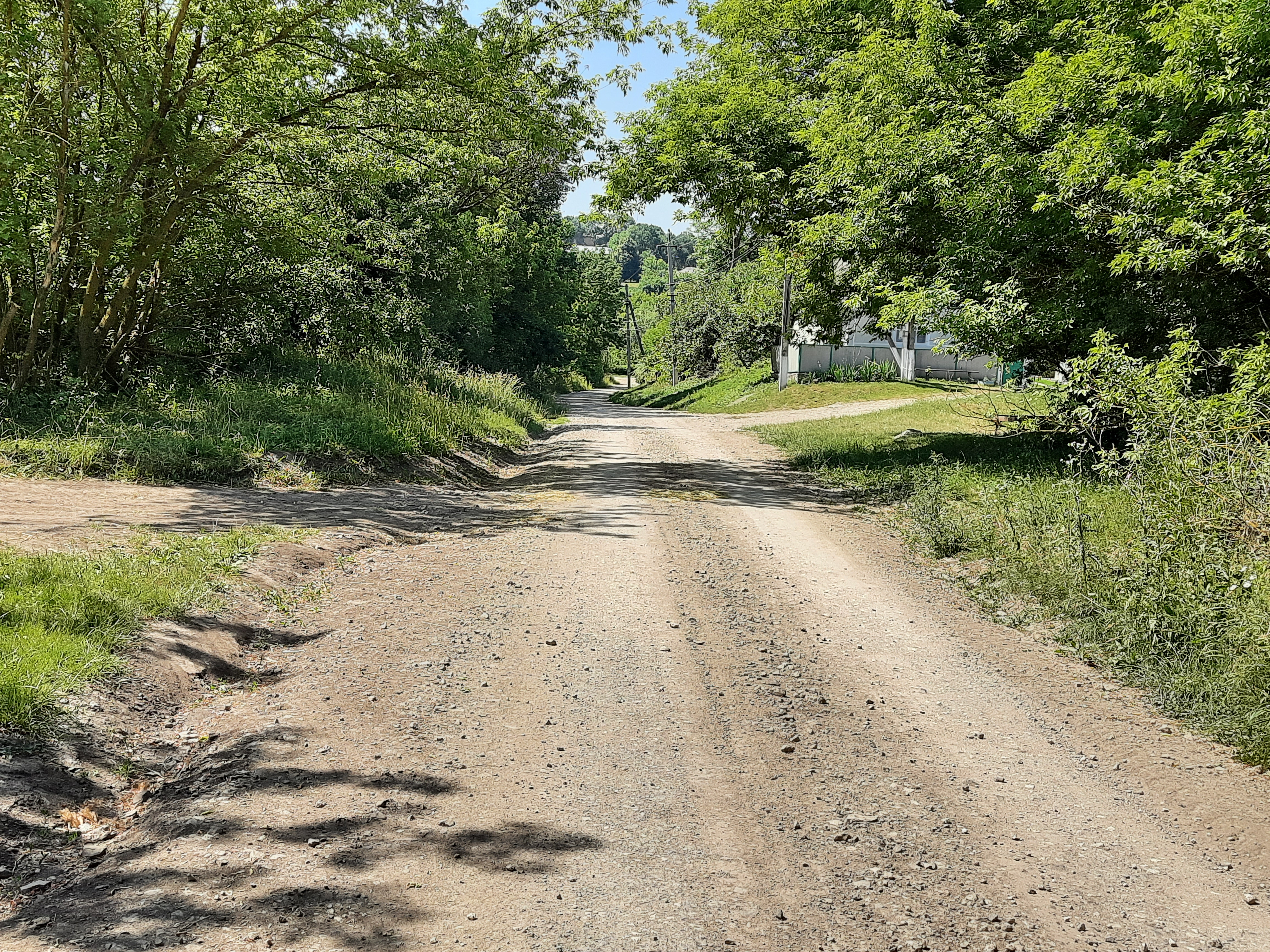
Сільська вулиця
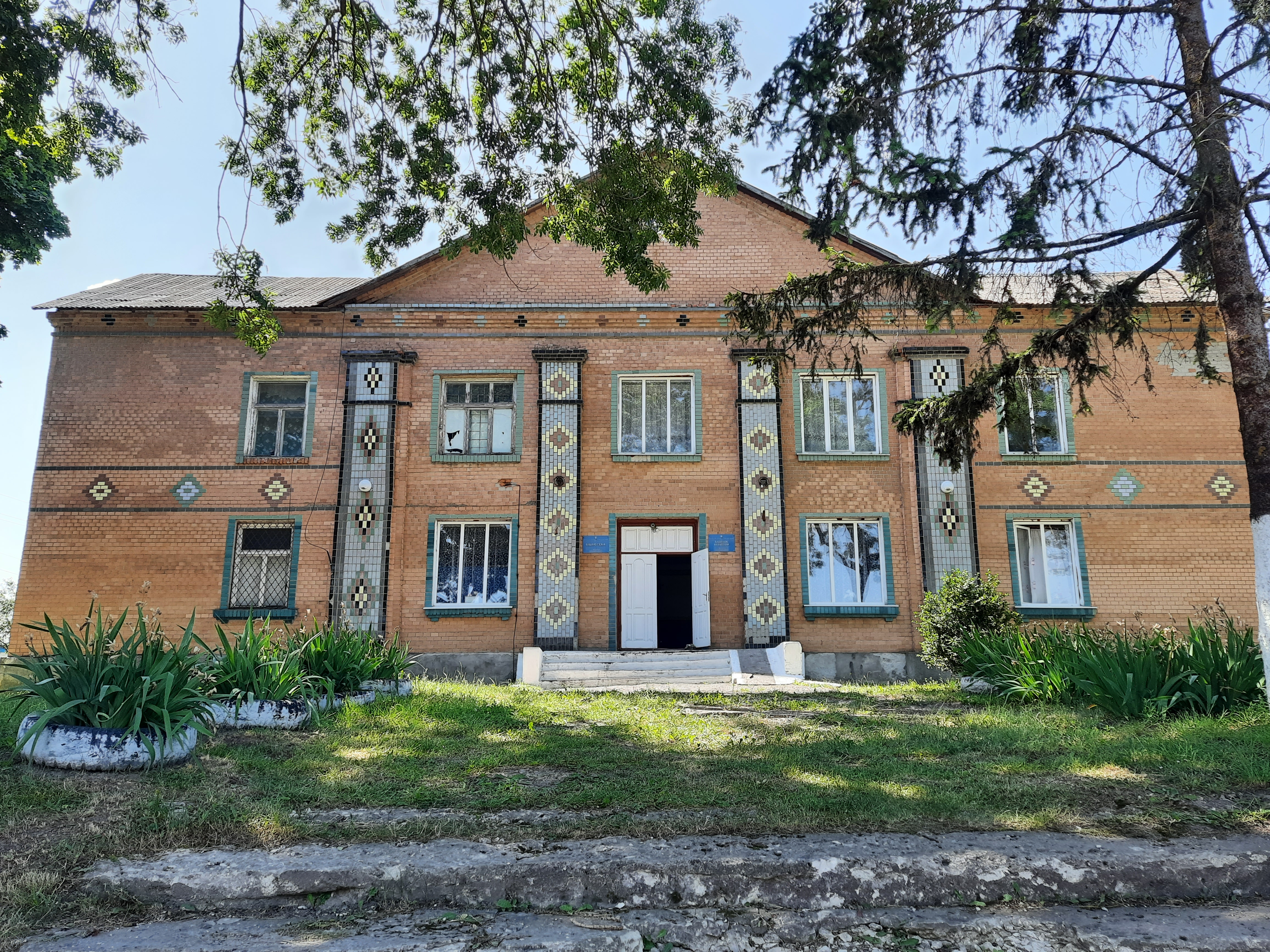
Будинок культури
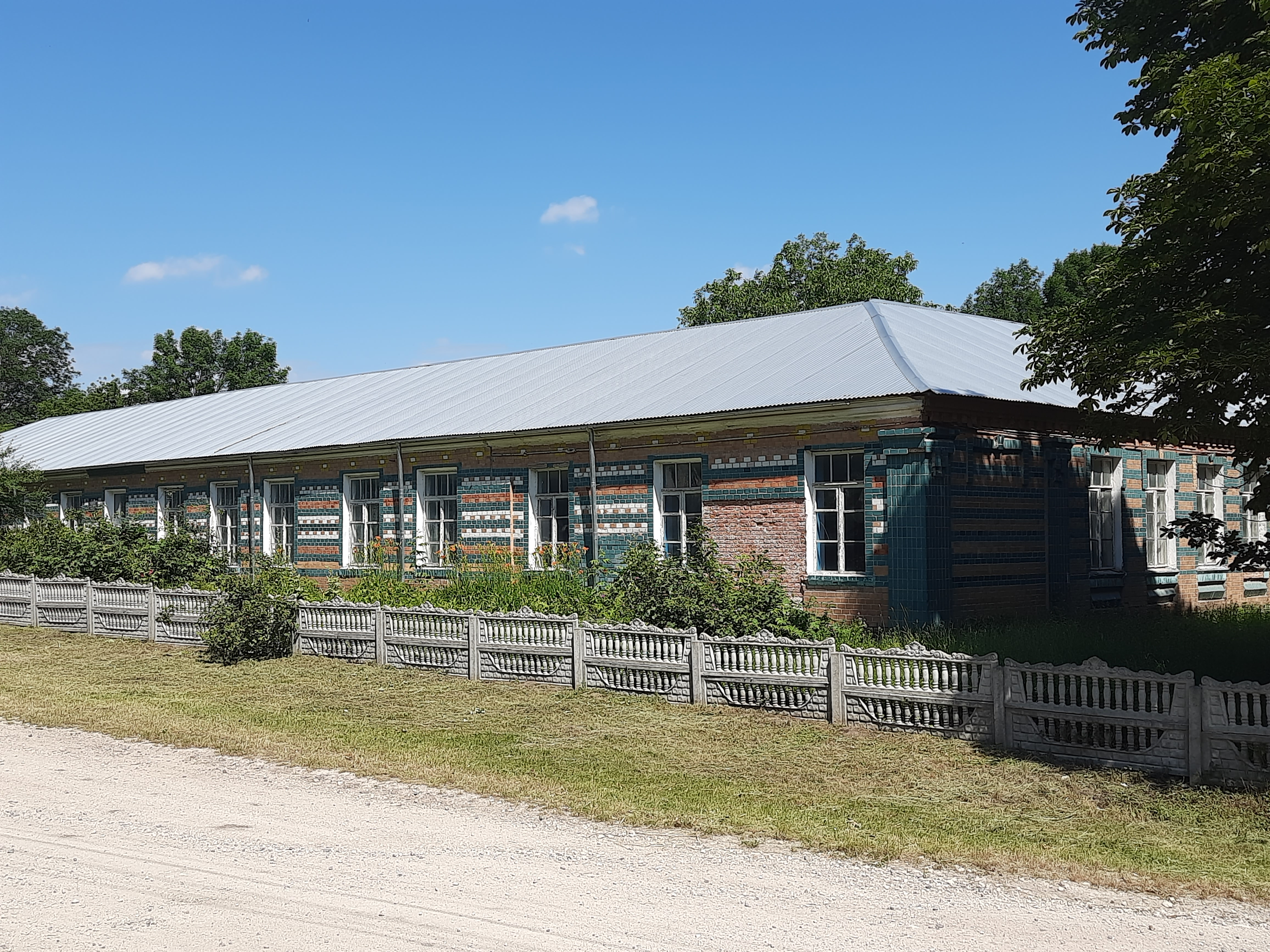
Школа
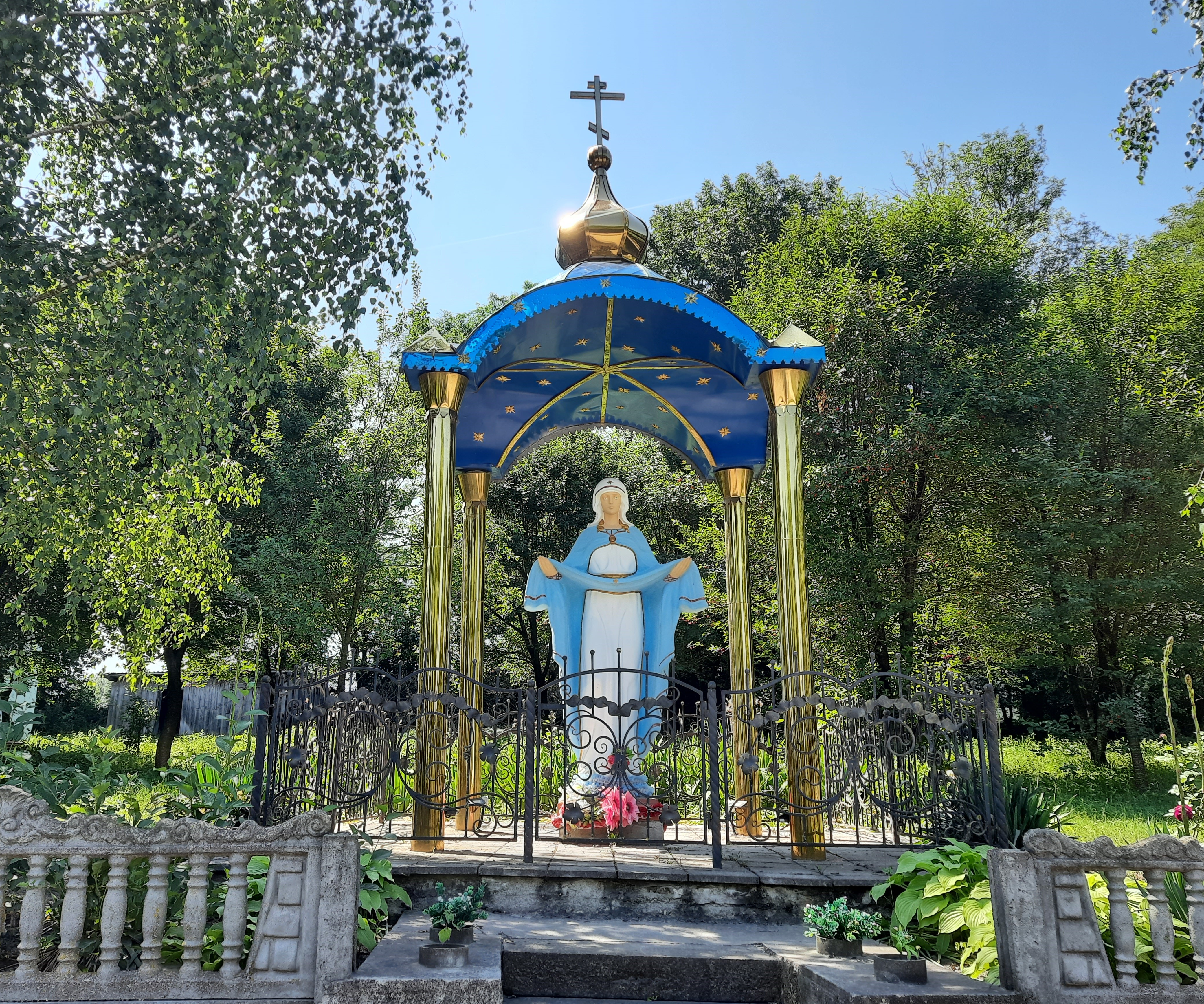
Статуя Божої Матері
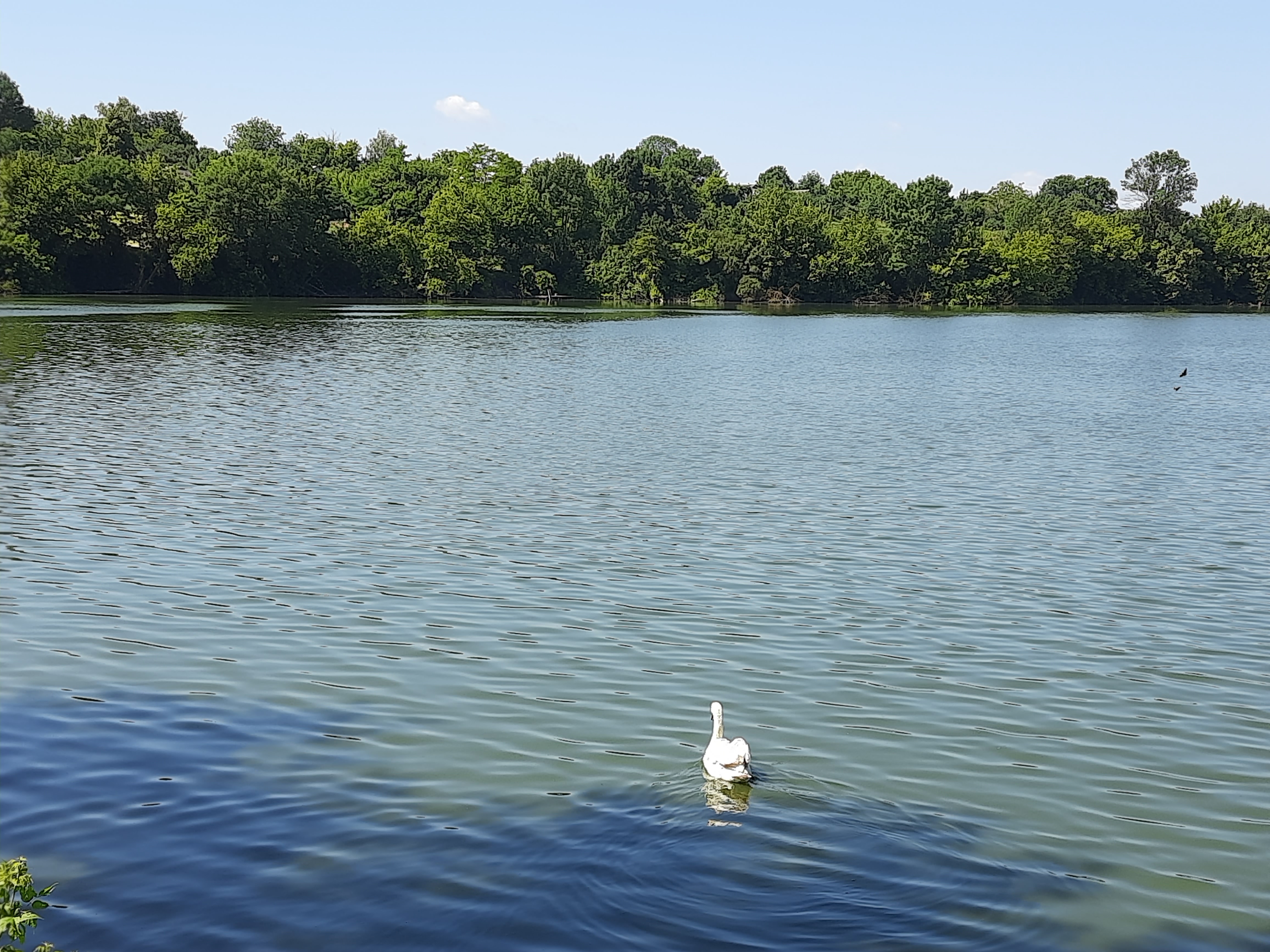
Став біля села